# Kfz-betrieb
kfz-betrieb ist eine deutsche Fachzeitschrift. Das 14-täglich erscheinende Fachmagazin ist das offizielle Organ des Deutschen Kraftfahrzeuggewerbes und wird von der Vogel Communications Group GmbH & Co. KG herausgegeben.

## Geschichte
Als das Automobil Ende des 19. Jahrhunderts aufkam, erkannte Arthur Gustav Vogel sehr früh eine sich abzeichnende Marktlücke. Der älteste Sohn des Firmengründers Carl Gustav Vogel sah das Zeitalter des Automobils auf die Gesellschaft zukommen. Die von Gottlieb Daimler und Carl Benz konstruierten und durch Verbrennungsmotoren angetriebenen Fahrzeuge machten das Automobil technisch und geschäftlich interessant und Vogel erkannte in der steigenden Bedeutung auch einen steigenden Informationsbedarf.
Zugang zum Automobil hatten zunächst nur betuchte Enthusiasten. Erst zu Beginn des 20. Jahrhunderts wurde der Weg frei für die Serienproduktion des Autos. Gute Startbedingungen für ein Informationsmedium für die Kfz-Branche – Vogel nutzte 1911 diese Chance. Unter seiner Federführung erschien am 10. Oktober 1911 zur Internationalen Automobilausstellung in Berlin die erste Ausgabe des »Auto-Markt«, der Vorläufer des heutigen kfz-betrieb. Damit war die erste deutschsprachige Fachzeitschrift für das Kfz-Gewerbe. Die Auflage der ersten Ausgabe betrug 10.000 Exemplare. 
Bereits 1914 hatte sich die Auflage verdoppelt, mehr als 100.000 Empfänger erhielten die Zeitschrift im Wechselversand. 

## Zeitschrift
Seit 1911 berichtet kfz-betrieb über den Markt des Kfz-Gewerbes und ist damit die älteste Fachzeitschrift dieses Wirtschaftszweiges. Das Fachmedium versteht sich als Generalist. Die Leserschaft ist sehr heterogen: Das Fachmagazin spricht die gesamte Kraftfahr-, Flugzeug- und Fahrradindustrie an und wendet sich an die Inhaber, Geschäftsführer und Führungskräfte in Handel und Service sowie alle peripheren Branchenteilnehmer. Daher informiert kfz-betrieb diese Zielgruppe übergreifend und ist mit einer Gesamtauflage von über 20.000 Exemplaren weit verbreitet. Mit 17.903 verkauften Exemplaren verfügt kfz-betrieb über den höchsten Wert aller vergleichbaren Fachtitel im Kfz-Gewerbe.
kfz-betrieb berichtet aus allen Teilmärkte der Branche und liefert Hintergrundwissen, Analysen und Verbandsinformationen.
Darüber hinaus unterstützen die monatlichen Sonderteile Autohaus- und Servicemanagement, sowie Servicetechniker die berufliche Weiterbildung der Leser.
Auf der Webseite der Zeitschrift werden die Inhalte fortgeführt. Dem Benutzer stehen diverse zusätzliche Funktionen wie Web-TV-Angebote und Statistiken zur Verfügung. Zudem bespielt die Fachmedienmarke verschiedene Social-Media-Kanäle.
Außerdem richtet die Fachzeitschrift kfz-betrieb Tagungen und Veranstaltungen aus. Das Fachmedium vergibt jährlich gemeinsam mit je einer Jury die Branchenauszeichnungen Vertriebs-Award, Digital-Automotive-Award, Executive Circle Award, Service Award und den Deutschen Werkstattpreis.